# 横山清 (実業家)
横山 清（よこやま きよし、1959年12月13日 - ）は、日本の実業家。初の生え抜き社長としてメルシャン代表取締役社長・CEOを務めた。その後、キリンビールの監査役を務める。

## 人物・経歴
神奈川県川崎市出身。1983年同志社大学法学部卒業、三楽オーシャン（現メルシャン）入社。人事部門などが長く、酒類事業本部販売戦略部事業統括グループ長を経て、2005年人事部長。2007年CSR推進部長。2009年CSR・CC推進部長。2011年取締役執行役員に昇格。2013年から2017年まで生え抜き初の代表取締役社長・CEOを務めた。2017年キリンビール監査役。